# 제임스 아서
제임스 앤드루 아서(James Andrew Arthur, 1988년 3월 2일 ~ )는 잉글랜드의 싱어송라이터이다.

## 디스코그래피
- James Arthur (2013)
- Back from the Edge (2016)
- You (2019)
- It'll All Make Sense in the End (2021)